# Extreme Rules 2018
Extreme Rules (2018) was een professioneel worstel-pay-per-view (PPV) en WWE Network evenement dat georganiseerd werd door WWE voor hun Raw en SmackDown brands. Het was de 10e editie van Extreme Rules en vond plaats op 15 juli 2018 in het PPG Paints Arena in Pittsburgh, Pennsylvania.

## Matches
| Nr. | Match | Winnaar(s)             | Opmerkingen                                                                                        | Bron  |
| --- | --- | ---------------------- | -------------------------------------------------------------------------------------------------- | ----- |
| 1p  | Andrade "Cien" Almas (met Zelina Vega) vs Sin Cara                                                          | Andrade "Cien" Almas   | Eén-op-één match.                                                                                  | [ 2 ] |
| 2p  | Sanity (Alexander Wolfe, Eric Young en Killian Dain) vs. The New Day (Big E, Kofi Kingston en Xavier Woods) | Sanity                 | Tables match.                                                                                      | [ 2 ] |
| 3   | The B-Team (Bo Dallas & Curtis Axel) vs. Bray Wyatt & Matt Hardy (c)                                        | The B-Team (nc)        | Tag team match voor het WWE Raw Tag Team Championship.                                             | [ 2 ] |
| 4   | Finn Bálor vs. Baron Corbin                                                                                 | Finn Bálor             | Eén-op-één match.                                                                                  | [ 2 ] |
| 5   | Carmella (c) vs. Asuka                                                                                      | Carmella               | Eén-op-één match voor het WWE SmackDown Women's Championship.                                      | [ 2 ] |
| 6   | Shinsuke Nakamura vs. Jeff Hardy (c)                                                                        | Shinsuke Nakamura (nc) | Eén-op-één match voor het WWE U.S. Championship.                                                   | [ 2 ] |
| 7   | Kevin Owens vs. Braun Strowman                                                                              | Kevin Owens            | Steel Cage match. Owens won door te ontsnappen uit de kooi.                                        | [ 2 ] |
| 8   | The Bludgeon Brothers (Harper & Rowan) (c) vs. Team Hell No (Daniel Bryan & Kane)                           | The Bludgeon Brothers  | Tag team match voor het WWE SmackDown Tag Team Championship.                                       | [ 2 ] |
| 9   | Bobby Lashley vs. Roman Reigns                                                                              | Bobby Lashley          | Eén-op-één match.                                                                                  | [ 2 ] |
| 10  | Alexa Bliss (c) (met Mickie James) vs. Nia Jax (met Natalya)                                                | Alexa Bliss            | Dit was een Extreme Rules match voor het WWE SmackDown Women's Championship.                       | [ 2 ] |
| 11  | AJ Styles (c) vs. Rusev (met Aiden English)                                                                 | AJ Styles              | Eén-op-één match voor het WWE Championship.                                                        | [ 2 ] |
| 12  | Dolph Ziggler (c) (met Drew McIntyre) vs. Seth Rollins                                                      | Dolph Ziggler          | Dit was een 30-minuten Iron Man match. Ziggler won 5 punten te halen in een Sudden Death overtime. | [ 2 ] |